# Ferdinand Hurter
Pour les articles homonymes, voir Hurter.
Ferdinand Hurter, né le 15 mars 1844 à Schaffhouse, mort le 12 mars 1898 à Cressington (en) est un industriel de la chimie installé en Angleterre. Il réalise aussi des recherches en photographie.

## Jeunesse
Ferdinand Hurter est le fils unique de Tobias Hurter, relieur d'art et député au Grand Conseil schaffhousois et sa femme Anna Oechslein,. Son père meurt alors qu'il a que deux ans, sa mère travaille comme infirmière pour faire vivre sa sœur Elizabeth et lui. Elle épousa ensuite le demi-frère de son mari, David, et Ferdinand développa une forte relation avec son beau-père. Après une formation au gymnasium local, il est apprenti d'un teinturier à Winterthour, avant d'aller à Zurich pour travailler dans une usine de soie. Il suit les cours de l'École polytechnique fédérale de Zurich, avant d'aller à l'Université de Heidelberg. C'est là qu'il étudie la chimie avec Robert Wilhelm Bunsen et la physique avec Gustav Kirchhoff. Il obtient son doctorat en 1866.

## Carrière
Hurter se voit offrir un poste de professeur à Aarau, mais décline la proposition et avec quelques lettres d'introduction part pour Manchester en 1867. Il rejoint Henry Deacon et Holbrook Gaskell et leur usine d'alcali, Gaskell, Deacon & Co., à Widnes dans le Lancashire. Il y devient chef de laboratoire et travaille avec Deacon pour développer un processus pour convertir l'Acide chlorhydrique, un sous-produit du procédé Leblanc de fabrication d'alcali, en chlore et hypochlorite de calcium,. Il est un pionnier de l'application des principes de la chimie physique et de la thermodynamique aux procédés industriels et à partir de 1880 il est considéré comme une autorité mondiale dans la fabrication de l'alcali,. Il fut un ardent défenseur du procédé Leblanc contre les autres méthodes développées à la même époque bien qu'il fasse des recherches sur le Procédé Solvay sans succès. Il s'opposa à ce procédé en mentionnant l'énorme quantité d'électricité nécessité par l'électrolyse bien qu'il soit revenu plus tard sur son opinion.
Quand les usines Leblanc fusionnèrent avec United Alkali Company, il est chargé de développer un laboratoire de recherche à Widnes, qui porta plus tard son nom. Il joue un rôle dans la fondation de la Society of Chemical Industry en 1881, devenant son président de 1888 à 1890. Il publie 24 articles dans des journaux anglais. Il fait des conférences pour vulgariser les sujets scientifiques. Comme chef de laboratoire à l'United Alkali Company, malgré sa santé déclinante, il voyage dans de nombreux pays d'Europe et fait aussi une visite aux États-Unis.
Il s'intéressa aussi à la photographie, collaborant avec Vero Charles Driffield (en), un ingénieur à Gaskell-Deacon. Ensemble, ils publièrent de nombreux articles. Ils furent conjointement récompensés de la Progress Medal par la Royal Photographic Society en 1898. Les résultats de leurs recherches révolutionnèrent la photographie en inventant la sensitométrie

## Vie privée
En 1871, il se marie avec Hannah Garnett, avec laquelle il a six enfants, dont l'un meurt en bas âge. Ils vécurent à Prospect House à Crow Wood et plus tard à Wilmere House. Il conserva sa nationalité suisse et envoya ses enfants en Suisse pour y suivre une partie de leur éducation. Il apprécie la musique et joue de la clarinette et du piano. Il fit campagne pour l'enseignement gratuit et l'adoption du système métrique en Grande-Bretagne. Il meurt dans sa maison de Cressington près de Liverpool et est enterré à l'église de Farnworth. Son patrimoine est évalué à un peu moins de 6 300 £.